# San Alberto Airport
San Alberto Airport är en flygplats i Costa Rica.   Den ligger i kantonen Cantón de Siquirres och provinsen Limón, i den centrala delen av landet, 70 km öster om huvudstaden San José. San Alberto Airport ligger 45 meter över havet.
Terrängen runt San Alberto Airport är platt norrut, men söderut är den kuperad. Runt San Alberto Airport är det ganska tätbefolkat, med 67 invånare per kvadratkilometer. Närmaste större samhälle är Siquirres, 5,9 km söder om San Alberto Airport. I omgivningarna runt San Alberto Airport växer i huvudsak städsegrön lövskog.